# فلورا غوندوس
فلورا غوندوس (بالمجرية: Gondos Flóra)‏ (من مواليد 11 أبريل 1992) غطاسة مجرية، وتنافست في المنصة 3 م في دورة الألعاب الأولمبية الصيفية 2012.

## روابط خارجية
- فلورا غوندوس على موقع قاعدة بيانات الغوص IAT (الألمانية)
- فلورا غوندوس على موقع أوليمبيديا (الإنجليزية)

- https://www.sports-reference.com/olympics/athletes/go/flora%2Dgondos%2D1.html